# Вамош, Миклош
Ми́клош Ва́мош (венг. Vámos Miklós, при рождении Тибор Вамош; Будапешт, 29 января 1950) — венгерский писатель, сценарист, драматург, директор издательства, ведущий телепрограммы.

## Семья
Его отец, Тибор Вамош (1911—1969) был юристом, полицейским, а после войны он был секретарем Ласло Райка. Позже работал фрезеровщиком, затем юристом на Уйпешстком кожевенном заводе. Его мать, Ержебет Рибарски (1917—1986) всю жизнь работала референтом. Миклош Вамош использовал имя Тибор до возраста 19 лет, когда по совету Миклоша Йовановича, главного редактора Уй ираш (Új Írás), поменял его на Миклош. Вамош имеет сестру Еву. Он также имеет дочь Анну, которая родилась в 1977 году в его первом браке с Юдит Патаки. Во время его второго брака с Дорой Эсе (2000-09) в 2003 году родились близнецы Петер и Хенрик.

## Карьера
Вамош окончил гимназию им. Ференца Келчеи в 1968 году. В 1966-71 гг. он был членом ансамбля Герилла, с которым он выступал даже за границей. На юридический факультет университета ELTE по политическим причинам приняли его только в 1970 году. С 1972 он работал редактором студенческого литературного журнала Еленлет (Jelenlét). Он окончил учёбу в 1975 году и устроился на работу драматургом в киностудию Объектив, где он работал по 1992 год. В 1988—1990 годах проживал в США по стипендии Фулбрайта, он также преподавал на факультетах кино- и театрального искусства разных университетов (Yale School of Drama, City University of New York). С 1990 года он является восточноевропейским корреспондентом журнала Нейшен'' (The Nation). Потом он был директором издательства Аб ово (Ab Ovo) три года.
В 1995—2003 годах работал также ведущим телепрограмм. Его успешными передачами являлись Сейчас приду! (Rögtön jövök!), Невозможно (Lehetetlen) и 2 человека (2 ember). В 1997—2003 годах Вамош был художественным руководителем театра International Buda Stage. С 2005 года в рамках клуба Вамоша в книжном доме «Александра» он ведет разговоры с известными писателями и поэтами. Эти разговоры транслируются телевизионными каналами Pax и Duna 2 Autonómia. Он является венгерским корреспондентом газеты The Washington Post. Кроме венгерского Вамош владеет немецким, английским и французским языками, но он читает также по-испански, по-русски и по-латински. Его писательские псевдонимы следующие: VT, Vámos Tibor, MT, Miklós Tibor, ZJ, Zakariás Jeromos. В феврале 2009 года он покинул издательство Ab Ovo и устроился в издательство Европа (Európa Könyvkiadó).

## Интерес к компьютерам
Вамош является одним из первых венгерских писателей, который осознал значение ИКТ. Во время пребывания в США он приобрел свой первый компьютер Commodore. Его первый сайт открылся 20 декабря 2000 года. Кроме основных данных о Вамоше посетители могли найти там информацию о деталях телевизионной передачи Rögtön jövök!, а на форуме узнать непосредственно от её автора детали о том, как создается сериал.

## Произведения
Тридцать пять книг Вамоша — романы, театральные пьесы, повести, киносценарии — было издано. Среди них самыми известными являются романы Zenga zének (Звучит музыка), A New York-Budapest metró (Метро Нью-Йорк-Будапешт), Anya csak egy van (Мать только одна), Apák könyve (Книга отцов). В венгерских театрах показали четыре его пьесы, среди них Asztalosinduló (Марш столяров) и Világszezon (Мировой сезон). В своих произведениях он прежде всего занимается взаимоотношением между семьей и историей. Его книги изданы на английском, датском, испанском, итальянском, французском, голландском, немецком, польском, сербском, словацком, чешском и шведском языках.

## Романы
- Borgisz, издательство Kozmosz, Будапешт, 1976
- Én és én, издательство Magvető, Будапешт, 1979
- Háromszoros vivát, издательство Szépirodalmi, Будапешт, 1981
- Hanyatt-homlok és Emily néni szakálla, издательство Magvető, Будапешт, 1983
- Zenga zének, издательство Szépirodalmi, Будапешт, 1983
- Félnóta, издательство Magvető, Будапешт, 1986
- Jaj, издательство Szépirodalmi, Будапешт, 1988
- A New York-Budapest metró, издательство Ab Ovo, Будапешт, 1993
- Anya csak egy van, издательство Ab Ovo, Будапешт, 1995
- 135 lehetetlen történet, издательство Ab Ovo, Будапешт, 1997
- Apák könyve, издательство Ab Ovo, Будапешт, 2000
- Öt Kis Regény, издательство Ab Ovo, Будапешт, 2002
- Sánta kutya, издательство Ab Ovo, Будапешт, 2003
- Márkez meg én, издательство Ab Ovo, Будапешт, 2004
- Utazások Erotikába (Ki a franc az a Goethe?), издательство Ab Ovo, Будапешт, 2007
- Tiszta tűz, издательство Európa, Будапешт, 2009
- Kedves kollégák, 1-2. издательство Európa, Будапешт, 2010
- A csillagok világa, издательство Európa, Будапешт, 2010

## Книги, изданные заграницей
Apák könyve
- Buch der Väter, издательство Random House btb Verlag, Германия, Берлин, 2004, переводчик: Ernő Zeltner
- Il Libro dei Padri, издательство Einaudi, Италия, 2006, переводчик: Bruno Ventavoli
- The Book of Fathers, издательство Little Brown, Великобритания, 2006, переводчик: Peter Sherwood
- Knjiga očeva, издательство Laguna, Сербия, 2006, переводчик: Mária Tóth Ignjatović
- Le Livre Des Peres, издательство Denoël, Франция, 2007, переводчик: Joëlle Dufeuilly.
- Księga ojców, издательство Albatros, Польша, Варшава, 2008, переводчик: Elżbieta Sobolewska
- Het Boek der vaders, издательство Contact, Голландия, 2008, переводчик: Frans van Nes
- Book of Father, издательство Other Press, США, 2009, переводчик: Peter Sherwood
- El libro de los padres, издательство Lumen, Иснания, 2010

Anya csak egy van
- Vom Lieben und Hassen, издательство Random House, Германия, Берлин, 2006, переводчик: Ernő Zeltner
- Majka je samo jedna, издательство Laguna, Сербия, (2008), переводчик: Mária Tóth Ignjatović

Bár
- La Neige Chinoise, Kínai hó L’Harmattan, Франция, Париж, 2003, переводчик: Clara Tessier

Borgisz
- Borgis, издательство Smena, Словакия, 1980, переводчик: Katarina Králová-Ordodyová.
- Borgis, издательство Iskry, Польша, Варшава, 1980, переводчик: Krystyna Pisarska.
- Borgis, издательство Mlada Fronta, Чехия, Прага, 1989, переводчик: Milan Navratil.

Jaj
- Ak og ve, издательство Gyldendal, Дания, Копенгаген, 1991, переводчик: Péter Eszterhás

Utazások Erotikában (Ki a franc az a Goethe?)
- Meine zehn Frauen, издательство btb, Германия, 2010, переводчик: Andrea Ikker

Zenga zének
- Kamrat Stalins glorie, издательство Cappelen, Норвегия, 1986, переводчик: Terézia Schandl
- Sangen har vinger, издательство Gyldendal, Дания, Копенгаген, 1987, переводчик: Péter Eszterhás
- Kamrat Stalins gloria, издательство Albert Bonniers, Швеция, Стокгольм, 1988, переводчик: Robert Mashult

## Повести
- Szenvedélyes emberek, издательство Szépirodalmi, Будапешт, 1985
- Bár, издательство Ab Ovo, Будапешт, 1998, на основе повести A Bárkapcsolat Dávid Spáh написал киносценарий, по которому в 2005 году сняли короткий фильм под заглавием Aqua
- Hogy volt, издательство Ab Ovo, Будапешт, 2005
- Kedves kollégák 1-2., издательство Európa, Будапешт, 2010

## Рассказы
- Előszó az ábécéhez, издательство Magvető, Будапешт, 1972
- Jelenleg tizenharmadik a listán, издательство Magvető, Будапешт, 1973
- Váltás, издательство, Magvető, Будапешт, 1977
- Valaki más, издательство Magvető, Будапешт, 1981

## Прочее
- Dr. Orángutay Tivadar, издательство Ab Ovo, Будапешт, 1980, сказки
- Háromszoros vivát, издательство Szépirodalmi, Будапешт, 1981, театральные пьесы и радиопьесы
- Ki nem küldött tudósítónk jelenti, издательство Magvető, Будапешт, 1985, публицистика
- Teniszezz velem!, издательство Magvető, Будапешт, 1988, эссе
- Ha én Bródy volnék, издательство Ab Ovo, Будапешт, 1994
- Zwack, így tovább!,[30] издательство Ab Ovo, Будапешт, 1995
- Szamba, издательство Ab Ovo, Будапешт, 1996
- The Xenophobe’s Guide to the Hungarians, подзаголовок: Idegengyűlölők kalauza a magyarokhoz, издательство Oval Books, 1999, соавтор Mátyás Sárközy
- NAGY EGÉRKÉZIQÖNYV, издательство Ab Ovo, Будапешт, 1998, соавтор Judit Pataki

## Публицистика
Его первая статья под заглавием Kisfiúk és nagyfiúk была опубликована в журнале Уй ираш (Új Írás, 1969. но. 3, стр. 37-44) ещё под именем Тибор Вамош. С тех пор регулярно пишет для газет и еженедельников. Его повести публиковались в престижных иностранных журналах во Франции, Германии, странах Скандинавии, бывших социалистических странах и с 1986 года также в США (The New York Times, The Nation, The Harpers Magazine, The Atlantic Monthly и The New Haven Register). В 1990—2005 гг. Вамош был корреспондентом американского еженедельника The Nation. Его статьи появляются в венгерском еженедельнике Элет еш иродалом (Élet és Irodalom) с 1993 года. Он регулярно пишет для венгерской газеты Népszabadság. Будучи европейским корреспондентом The Washington Post он каждый месяц пишет статьи и для этой газеты. Журнал ELLE Magazin ежемесячно публикует его репортажи.

## Театральные пьесы
- Égszakadás-földindulás (премьера в театре им. Петефи в Веспреме), 1975
- Asztalosinduló˙(премьера в театре им. Сиглигети в Сольноке), 1976
- Háromszoros vivát (премьера в театре Варсинхаз в Эгере), 1979
- Világszezon (премьера в национальном театре в Сегеде), 1981
- Valaki más — Vegyes páros (две одноактные пьесы) (премьера в театре Ятексин) 1982

## Киносценарии, адаптации, роли
- Boldog születésnapot, Marylin!, 1980, автор
- Стремглав / Hanyatt-homlok, 1983, автор
- Boszorkányszombat, 1983, драматург
- Villanyvonat, 1984, автор
- Vigyázat mélyföld!, 1986, соавтор
- Csók, Anyu, 1987, автор
- Szamba, 1995, автор, соавтор Роберт Кольтаи.
- Ámbár tanár úr, 1998, автор
- A döntés, Киностудия DEGA, очерк об истории эпохи, 1998, актёр
- Aqua, адаптация повести Миклоша Вамоша Bárkapcsolat, 2006
- Vallomás, 2008, драматург
- SZÓSZ?!:) языковая телевикторина, M2, 2009.03.15., участник

## Переводы
- A. R. Gurney, Love Letters, (Szerelmes levelek), драма в письме, премьера 14 ноября 1992
- Elliot Aronson и Anthony Pratkanis: Age of Propaganda — The Everyday Use and Abuse of Persuasion (Rábeszélőgép), издательство Ab Ovo, Будапешт, 1992
- C. M. Schulz: Snoopy világhírű író lesz!, издательство Ab Ovo, Будапешт, 1994, вместе с Анной Вамош. Серия комиксов на английском и венгерском языках.

## Аудиокниги
- Hogy volt, 2006
- Írók egymás közt, издательство Alexandra, Будапешт, 2008, избранное из клуба Вамоша.

## Телевизионные передачи
- Lehetetlen, (1995—1998), Венгерское Телевидение
- Rögtön, (1999—2000), Венгерское Телевидение
- Rögtön jövök, (2001)
- Kész regény, (2001—2002), сцена ИБС
- 2 ember, (2002—2003), Венгерское Телевидение, десять парных фильмпортретов
- Vámos Klub, (2005-, книжный магазин «Александра»)
- SZÓSZ?!:, языковая телевикторина, участник, 2009

## Общественная деятельность
- Лига противников воинской обязанности, администратор, 1993
- Фонд Прима Примиссима Юниор (Prima Primissima Junior), член попечительского совета
- Национальный культурный фонд, член постоянной профессиональной коллегии по литературе, 2007
- Юбилейная комиссия Джозефа Пулитцера, член

## Премии
- Премия критиков, 1977
- Премия Союза Молодых Коммунистов, 1983
- Премия Аттилы Йожефа, 1984
- Премия конкурса Европа 1968 (EURÓPA 1968), 1993
- Премия Венгерской Ассоциации Профсоюзов, 1996
- Премия «Шел-Вашингтон» (Schell-Washington), 1997
- Камера Хунгариа (Kamera Hungaria),˙2000
- Премия библиотекарей им. Йожефа Фица, 2001
- Про культура урбис (Pro Cultura Urbis), 2002
- Премия Колумба за ценности, венгерская премия, 2003
- Офицерский крест Венгерской Республики, 2004
- Премия театра Барка, 2005
- Почетный гражданин 13-го района Будапешта, 1-е июня 2010 г.